# Coghlan (Buenos Aires)

Lage von Coghlan in Buenos Aires

Coghlan ist ein Stadtteil im Norden der argentinischen Hauptstadt Buenos Aires. Er hat 19.177 Einwohner (Stand von 2001) auf einer Fläche von 1,3 km². Coghlan gehört damit zu den kleineren Stadtteilen. Die Bevölkerungsdichte beträgt 14.752 Einwohner pro km².
Die benachbarten Stadtteile sind: Belgrano, Saavedra, Núñez und Villa Urquiza.

## Geschichte
Als 1888 30 Hektar Land an die „Compañía Nacional de Ferrocarriles Pobladores“ verkauft wurden, konnte die Bahnstrecke Richtung Norden weitergeführt werden. Der Bahnhof im heutigen Stadtteil wurde am 1. Februar 1891 eingeweiht und zur Erinnerung nach dem verantwortlichen Ingenieur John Coghlan benannt. Anschließend wurde das umliegende Land parzelliert und für die Wohnbebauung verkauft. Dies führte zu einem raschen Anstieg der Bevölkerung von Coghlan, das damals noch ein Vorort von Buenos Aires war. Laut einer Volkszählung 1895 wohnten 267 Personen in 55 Häusern in Coghlan. Am 24. Juli 1896 wurde das „Hospital Pirovano“ eröffnet. Seit 1968 ist Coghlan ein Stadtteil von Buenos Aires.
Heute ist Coghlan eine Wohngegend der Mittelschicht und bekannt für seine großzügigen Häuser, vor allem in den Straßen rund um den Bahnhof (P.I. Rivera-Straße, Tronador-Straße und Melián-Straße).